# デスモスチルス科
デスモスチルス科（デスモスチルスか、学名：Desmostylidae）は、束柱目に属する絶滅した植物食性の海棲哺乳類の科。古第三紀漸新世ルペリアン期から新第三紀中新世トートニアン期にかけて北太平洋沿岸部に生息した。

## 分類と体系
デスモスチルス科はOsborn (1905)により命名された。Osborn (1905)により海牛目、Abel (1919)により長鼻目に分類された後、Simpson (1932)やKretzoi (1941)およびReinhart (1959)によりDesmostyliformesに再分類された。さらにその後にはMcKenna and Bell (1997)により束柱目に分類され、Carroll (1988)、Inuzuka et al. (1995)、Inuzuka (2000)、Barnes and Goedert (2001)といった後続研究がこの見解に従っている。
Cockburn & Beatty (2009)は、2007年にバンクーバー島で発見されたBehemotops proteusの亜成体の標本を記載した。Cockburn & Beatty 2009は本標本の頭蓋骨の特徴がCornwalliusに類似すること、また永久歯の萌出がデスモスチルスや他のアフリカ獣類と異なり遅れていなかったことを指摘した。このことから彼らはデスモスチルス科とパレオパラドキシア科が従来考えられていたよりも早期に派生したであろうこと、また永久歯の萌出が遅いことがデスモスチルス科の最も原始的な形質でなかったと結論した。
以下はChiba (2016)による分類。
- デスモスチルス科
  - Cornwallius
  - Behemotops
  - Desmostylus
  - Kronokotherium
  - Ounalashkastylus